# TT79
La tombe thébaine TT 79 est située à Cheikh Abd el-Gournah, dans la nécropole thébaine, sur la rive ouest du Nil, face à Louxor en Égypte.
C'est la sépulture de Menkhéperrêséneb, scribe des greniers du roi durant les règnes de Thoutmôsis III et Amenhotep II (XVIIIe dynastie).